# Polymixis seladonia
Polymixis seladonia là một loài bướm đêm trong họ Noctuidae.